# Zságer Balázs
Zságer Balázs (Kaposvár, 1972. október 25. –) zeneszerző, kiadó-vezető. Yonderboi Shallow and Profound című albumának a társszerzője.[forrás?] A Žagar együttes vezetőjeként több mint húsz éve a hazai elektronikus zenei színtér vezető egyénisége.[forrás?] Albumai számos nemzetközi, fórumon visszhangra találtak[forrás?] -  Wings of Love c. számát több külföldi rádióadó és TV-csatorna játszotta.[forrás?] Számos színházi és filmzenei munka kapcsolódik a nevéhez.[forrás?] A BBC és a CNN műsorai mellett a CSI helyszínelőkben is hallhatóak zenéi.[forrás?] Számait olyan producerek remixelték mint Vakula, Deadbeat, Moonbootica vagy Minilogue.[forrás?]
Az utóbbi években az ambient és a kisérletező kedvű elektronikus zenék felé fordult és elindította saját szóló- és audiovisual projektjét. Olyan művészeti fesztiválokon lépett fel, mint a Live Cinema Festival Róma, Patchlab Festival Krakkó, Vision of Sound London, a Synästhesie Berlin, de játszott Szöulban és Pekingben is.[forrás?] Zságer első szólóalbuma 2024 áprilisában jelent meg Aqua Obscura címmel,[forrás?] amely számos külföldi orgánumon pozitív kritákát kapott.[forrás?] Élő fellépésein többnyire álom- és meseszerű hangzásvilágot alkot, szintetizátor textúrákkal és lassan változó folyamatokkal igyekszik hipnotikus flow-érzetben tartani hallgatóit.
2019-ben a Zagarmusic mellett két sublabelt (kiadót) is alapított,[forrás?] az egyik a Move Gently Records, amely főleg a kelet-európai fiatal feltörekvő előadókra koncentrál (Дeva, Villő, Labek & Chrobak, Flanger Kids), a másik kiadó pedig a Free Sequence, amelynek a profilja inkább a kísérletező elektronika és az ambient zenék.
2022-ben elindította a Transcendent Waves c. eseménysorozatát,[forrás?] amelyen elektronikus zenei előadók lépnek fel ambient, meditatív és deep listening zenékkel a fókuszban.

## Diszkográfia
- Дeva - Avar - Sárkány (zeneszerző, producer) // Move Gently Records 2025
- Körút - Mozi I (Megáll az idő) (zeneszerző, billentyűs)  // CsináldJól Records 2024
- Zságer Balázs - Aqua Obscura LP // Free Sequence 2024
- Zságer Balázs - Solar Body (Transcendent Waves Vol.1) // Free Sequence 2023
- Zságer Balázs - Endless White (Free Sequence Anthology Vol.2) // Free Sequence 2022
- Žagar - 20 Years of Žagar  // Zagarmusic 2021
- Žagar - Lost Tribes Remixes  // Zagarmusic 2020
- Žagar – Early Works  // Zagarmusic 2020
- Žagar - Woods, Spirits & Sorcery LP // Zagarmusic / Théque 2019
- Žagar - Lost Tribes single // Zagarmusic 2019
- Žagar - Anata Wa Watashi // Zagarmusic 2019
- Žagar - Ghost Orchid  // Zagarmusic 2019
- Žagar - Anniversary Remix Edition 2x12” // Zagarmusic / Lobster Theremin 2018
- Žagar - Parachuted // Saved Records UK 2016
- Žagar - Sleepwalking // Zagarmusic 2015
- Žagar - My Night Your Day  OST // Zagarmusic 2015
- Žagar - Dream of a Machine // Mole Listening Pearls 2015
- Žagar - Space Medusa // Mole Listening Pearls 2014
- Žagar - Light Leaks LP // Mole Listening Pearls 2013
- Žagar - Never the Same Remix  // Mole Listening Pearls 2012
- Žagar - Prophet is a Fool Remixes // Mole Listening Pearls 2011
- Žagar - Learn To Fall  // Mole Listening Pearls 2010
- Žagar - Wings of Love Remixes // Mole Listening Pearls 2009
- Žagar - Wings of Love 7” // Mole Listening Pearls 2009
- Žagar - Cannot Walk Fly Instead Special Edition // Mole Listening Pearls 2009
- Žagar - Cannot Walk Fly Instead  // CLS Music Hungary 2007
- Žagar - Bossa Astoria / Revolution Remixes 12“ // Ugar Musik Germany 2005
- Žagar – Szezon / Eastern Sugar OST  // Universal Music Hungary 2004
- Sena - New Morning (First One LP)  // Gimmeshot Rekordz 2003
- Žagar - Local Broadcast  // UCMG Ugar 2002
- Trevira Modern - Dakkaragada / Danubian Rhapsody 10" // UCMG Ugar 2002
- Yonderboi - Pabadam 12" // UCMG Ugar 2001
- Yonderboi - Shallow and Profound  // UCMG Ugar 2000
- Future Sound of Budapest vol.2 - Golden Age //  Juice records 2000
- Garderobe - Golden Age 12" // Juice records 1999

## Filmográfia
- In Lumine (sound design) // short 2022
- Eltörölni Frankot // nagyjátékfilm 2021
- Kádár // dokumentumfilm 2017
- My Night Your Day //  nagyjátékfilm 2016
- Budapest: Thank you is köszönöm // image film 2014
- Mission London // nagyjátékfilm 2010
- Apacsok  // TV Film 2010
- Adrenaline & Turbulence  // dokumentum film 2009
- CSI  // TV show 2008
- Off-Hollywood (billentyűs) // nagyjátékfilm 2007
- Live // image film 2006
- CSI:NY // TV show 2005
- Csodálatos Vadállatok // TV film 2005
- Szezon //  nagyjátékfilm 2005
- I Love Budapest // nagyjátékfilm 2001